# Shoshonite

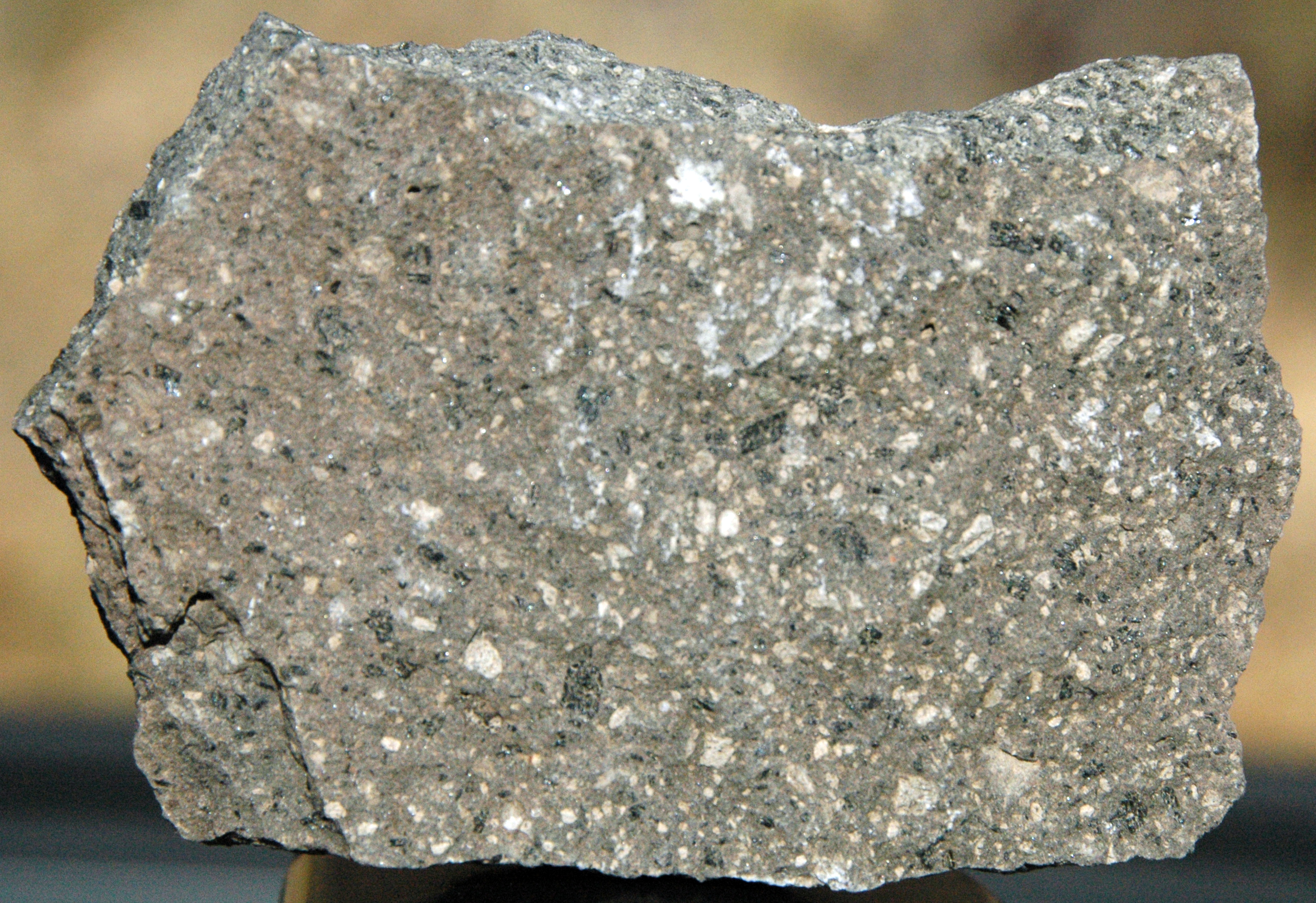
Échantillon de shoshonite porphyrique

La shoshonite est un type de roche magmatique. Plus précisément, c'est une variété de trachy-andésite basaltique riche en potassium, composé de phénocristaux d'olivine, d'augite et de plagioclase dans une masse de fond avec du plagioclase calcique et de la sanidine et quelques verres volcaniques de couleur sombre. La shoshonite donne son nom à la série de la shoshonite et se transforme en absarokite avec la perte de phénocristaux de plagioclase et en banakite avec une augmentation de la sanidine. La shoshonite a été nommée par Iddings en 1895 pour la rivière Shoshone dans le Wyoming.
Les caractéristiques texturales et minéralogiques des roches riches en potasse de la série absarokite-shoshonite-banakite suggèrent fortement que la plupart des grands cristaux et agrégats ne sont pas de véritables phénocristaux comme on le pensait auparavant, mais des xénocristaux et des microxénolites, ce qui laisse supposer une origine hybride impliquant l'assimilation du gabbro par un magma syénitique à haute température.

## Caractéristiques chimiques
Les roches magmatiques avec des caractéristiques chimiques shoshonitiques doivent être :
1. Sous-saturé en silice
2. Faible enrichissement en fer
3. Alcalins totaux élevés (Na2O + K2O > 5 %)
4. Forte teneur en K2O/Na2O
5. Forte pente positive pour K2O par rapport à SiO2 à faible SiO2
6. Enrichissement en P, Rb, Sr, Ba, Pb, éléments légers de terres rares
7. Faible teneur en TiO2
8. Al2O3 élevé mais variable
9. Haute teneur en Fe2O3/FeO

## Contextes et exemples tectoniques
Les roches shoshonitiques ont tendance à être associées au volcanisme de subduction calco-alcalin de l'arc insulaire, mais les shoshonites riches en K sont généralement plus jeunes et se trouvent au-dessus des parties plus profondes et plus abruptes du plan de Wadati-Benioff,.
Les roches volcaniques de la série absarokite-shoshonite-banakite décrite dans le parc Yellowstone par Iddings et la série similaire ciminite-toscanite décrite dans l'ouest de l'Italie par Washington sont associées à des roches contenant de la leucite, des trachytes riches en potassium et des roches andésitiques. Des associations similaires sont décrites dans plusieurs autres régions, dont l'Indonésie et le rift est-africain.
Dans l'arc des Îles éoliennes au sud de la mer Tyrrhénienne (entre les plaques tectoniques eurasienne et africaine), le volcanisme est passé de l'état calco-alcalin à l'état calco-alcalin à forte teneur en K, puis à l'état shoshonitique au cours du dernier million d'années, probablement en raison de la pente progressive du plan de Wadati-Benioff, qui est inclinée de 50-60°. Un exemple de lave à shoshonite dans cette région est le bouclier de lave de Capo Secco près de Vulcano. Le volcanisme portoricain du Crétacé supérieur est interprété comme ayant eu lieu dans un cadre tectonique similaire.
Par endroits, le magmatisme shoshonitique et calco-alcalin à forte teneur en potassium est associé à des minéralisations hydrothermales d'or et de cuivre-or de classe mondiale. Les exemples incluent :
- Mine d'or de Ladolam, Lihir , Papouasie-Nouvelle-Guinée

- Mine de Bingham Canyon, Utah
- Mine de Grasberg, Indonésie
- Mine d'Oyou Tolgoï, Mongolie